# Братское военное кладбище (Минск)
Братское военное кладбище — мемориальный комплекс в честь погибших в Первой мировой войне, который размещается в Минске между улицей Червякова и Старовиленском трактом. Некрополь является историко-культурной ценностью регионального значения.

## История
Решение о создании Братского военного кладбища для захоронения многочисленных жертв Первой мировой войны было принято городской думой в ноябре 1914 года по инициативе руководителя Александровского комитета раненых генерал-лейтенанта П. А. Смородского и других общественных деятелей того времени. Для кладбища был выкуплен участок земли площадью 10 десятин между Виленским и Долгиновским трактами.
Кладбище делились на несколько участков, по разным сведениям от 8 до 12, с целью разделить захоронения разных христианских конфессий и отдельно хоронить офицерские чины. Первые захоронения были произведены 26 августа 1915 года после обустройства участков, возведения деревянных сторожки, часовни и церкви. По другим данным захоронения начались сразу после выкупа земли, с ноября 1914 года. Предполагается что всего на кладбище похоронено около 5 тысяч человек. В настоящее время в Российском Государственном Военно-историческом архиве хранятся списки 2180 военных чинов, похороненных на кладбище, из них поименно известны 1955. Основные захоронения в этих списках датированы началом 1915 — серединой 1916 годов. Последние захоронения совершены в 1920 году. Рядом с кладбищем существовал лагерь беженцев и захоронения умерших гражданских лиц. Возник стихийный рынок, получивший название Сторожевского. Рынок просуществовал до 1996 года.
Советское время
Летом 1941 года, во время Великой Отечественной войны, рядом с кладбищем функционировал концентрационный лагерь, умершие в котором также захоранивались в районе кладбища.
В советское время сначала были разрушены строения, а в конце 1940-х снесено и само кладбище. Точные границы захоронений были утеряны и неизвестны до сих пор. С 1980-х годов в районе кладбища велись строительные работы, во время которых иногда находили человеческие останки.
После распада СССР
После упразднения рынка территория кладбища получила статус объекта историко-культурного наследия. В 2000-х годах территория кладбища начала благоустраиваться. В 2011 году на благоустроенной территории мемориала построена часовня и установлены плиты со списками найденных имен.

## Мемориал воинам Первой мировой войны
Во время воссоздания мемориала была построена небольшая часовня в честь иконы Пресвятой Богородицы с куполом и крестом. 14 августа 2011 года часовня была освящена. Часовня открыта с трех сторон, но во избежание вандализма доступ к ней ограничен коваными решетками. Внутри религиозные мозаики. Снаружи на портиках расположены бронзовые барельефы Александра Невского, Дмитрия Донского, Иоанна-Воина, а также архангела Михаила. Вокруг часовни на гранитных постаментах размещены имена погибших и похороненных здесь солдат, сведения о которых удалось найти в архивах.